# Stephan Kuttner
Stephan George Kuttner (24 de março de 1907 em Bonn - 12 de agosto de 1996 em Berkeley), especialista em Direito Canônico, foi reconhecido como líder na descoberta, interpretação e análise de textos e manuscritos importantes, essenciais para compreender a evolução da sistemas jurídicos do direito romano ao direito constitucional moderno.

## Biografia
Nascido em Bonn, Alemanha, em uma família de ascendência judaica, Kuttner foi criado como luterano e convertido ao catolicismo romano em 1932. Ele se formou em Direito na Universidade de Berlim em 1931, onde era colega de classe e amigo do historiador jurídico Hsu Dau-lin. Dois anos depois, ele fugiu da Alemanha nazista para a Itália, onde trabalhou como pesquisador na Biblioteca do Vaticano e lecionou na Universidade Lateranense, em Roma. Em 1940, ele emigrou para os Estados Unidos com sua jovem família. Ele foi professor na Universidade Católica da América, em Washington, DC, de 1940 a 1964, onde uma cadeira em direito canônico é nomeada em sua homenagem. Na Universidade de Yale, ele foi o primeiro ocupante da Cadeira de Estudos Católicos de T. Lawrason Riggs, que ele ocupou por cinco anos.  Posteriormente, tornou-se o primeiro diretor da coleção Robbins em direito romano e canônico da Universidade da Califórnia, na Berkeley School of Law (1970–1988) e continuou como professor emérito de direito até sua morte.
Kuttner tinha uma família numerosa e, no momento de sua morte, deixou sua esposa, Eva (née Illch), oito dos nove filhos, vinte netos, 14 bisnetos e uma irmã. Eva Kuttner morreu em 14 de novembro de 2007.

## Trabalho
Para organizar o campo de estudos textuais em direito canônico medieval, ele fundou o Instituto de Direito Canônico Medieval em 1955, presidido por 25 anos e que agora é afiliado à Universidade de Munique e leva seu nome. Ele também lançou uma série de congressos internacionais em direito canônico medieval, o décimo dos quais estava em sessão no momento de sua morte. Ele foi nomeado pelo Papa Paulo VI para servir na Comissão inicial para a reforma do Código de Direito Canônico. Kuttner também fundou a série editorial Monumenta Iuris Canonici e a revista Bulletin of Medieval Canon Law. Este último apareceu originalmente na revista Traditio, antes de se tornar um jornal independente.
Autor de muitos trabalhos acadêmicos, Kuttner recebeu inúmeros prêmios e honras acadêmicas nos EUA e no exterior. Ele possuía diplomas honorários das universidades de Cambridge, Paris, Bolonha e Salamanca e foi membro da Academia Americana de Artes e Ciências, do Institut de France e da American Philosophical Society. Kuttner foi reconhecido pelo trabalho de sua vida por sua introdução em 1969 à prestigiada Order Pour le Mérite, a maior honra da Alemanha de conceder a artistas, acadêmicos e cientistas.
Pianista talentoso, ele também compôs música, escreveu e traduziu poesia e correspondia amplamente em várias línguas. Em 1990, sua Missa Brevis, escrita para 16 partes vocais, foi apresentada pelo The Boston Cecilia.
A Biblioteca do Instituto Stephan Kuttner de Direito Canônico Medieval possui a extensa coleção de impressões acadêmicas de Kuttner, bem como sua correspondência acadêmica. Uma base de dados desses títulos já está disponível no Instituto. No futuro, o banco de dados poderá estar acessível na Internet.

## Livros por Stephan Kuttner
- Die juristische Natur der falschen Beweisaussage. Ein Beitrag zur Geschichte und der Systematik Eidesdelikte, zugleich Beschränkung einer zur Frage auf der Strafbarkeit erhebliche Falsche Aussagen. Berlin 1931.
- Kanonistische Schuldlehre von Gratian bis auf die Dekretalen Gregors IX.: Systematisch auf Grund der Quellen handschriftlichen dargestellt. Città del Vaticano 1935.
- Repertorium der Kanonistik (1140-1234). Prodromus corporis glossarum. Cittá del Vaticano 1937.
- A Catalogue of Canon and Roman Law Manuscripts in the Vatican Library. Vatican City 1986-, ISBN 88-210-0540-2
- Gratian and the Schools of Law, 1140–1234. London 1983, ISBN 0-86078-133-X
- Harmony from Dissonance, an Interpretation of Medieval Canon Law. Wimmer Lecture 10. St. Vincent's, Latrobe, Pa; 1960. (No ISBN)
- Pope Urban II: The Collectio Britannica, and the Council of Melfi (1089). Robert Somerville with the collaboration of Stephan Kuttner. Oxford 1996, ISBN 0-19-820569-4
- Studies in the History of Medieval Canon Law. Aldershot 1990, ISBN 0-86078-274-3